# Parnaoz Czikwiladze
Parnaoz Czikwiladze (gruz. ფარნაოზ ჩიკვილაძე, ur. 14 kwietnia 1941 w Czabinaani, zm. 14 czerwca 1966 w Moskwie) – gruziński judoka. Brązowy medalista olimpijski z Tokio.
Zawody w 1964 były jego jedynymi igrzyskami olimpijskimi. Zdobył brąz w wadze powyżej 80 kilogramów. Zdobył tytuł indywidualnego mistrza Europy w 1965 oraz trzy srebrne medale kontynentalnego czempionatu. Zginął w wypadku samochodowym.